# Elma Verhey
Elma Verhey ('s-Hertogenbosch, 14 februari 1951 – Amsterdam, 12 januari 2019) was een Nederlands journaliste en publiciste.

## Loopbaan
Elma Verhey werkte begin jaren 1970 enkele jaren als assistente op de Haagse redactie van de Volkskrant. Van 1974 tot 1978 was ze voor de PvdA lid van de gemeenteraad van Cuijk. In 1977 trad ze als onderzoeksjournaliste en redacteur in dienst van Vrij Nederland. Ze werkte aanvankelijk veel samen met Gerard van Westerloo. Het tweetal maakte naam met een reportage over honderdzestig ontslagen medewerkers van het confectiebedrijf Sturka in Zutphen. Daarna volgden meer artikelen waarin vooral de lagere middenklasse werd belicht. Van Westerloo en Verhey schreven onder andere over campinggasten, bewoners van achterstandswijken en trambestuurders, waarbij ze geluiden over fricties tussen autochtone en allochtone inwoners van Nederland niet verbloemden. Dat leverde ze kritiek op van de Nederlandse Vereniging van Journalisten (NVJ), die het tweetal beschuldigde van het verspreiden van racistische propaganda.
Verhey schreef verder over de dood van kraker Hans Kok en de plagiaatkwestie René Diekstra. Met Mustapha Oukbih maakte ze in 1987 de reportage De Hollandse droom van de eerste generatie Marokkaanse gastarbeiders, over succesvolle ondernemende immigranten. In 1989 kregen zij hiervoor de ADO Mediaprijs.
Vanaf ongeveer 1990 was Verhey sympathisant van de SP. Vanaf 1996 maakte ze voor deze politieke partij deel uit van de jury van de Rooie Reus-Prijs. In 2005 beëindigde ze met de publicatie van het boek Kind van de rekening haar onderzoek van vijf jaar naar de besteding van het geld van joodse kinderen die in de Tweede Wereldoorlog hun ouders waren kwijtgeraakt. Uit haar onderzoek bleek dat de kinderen in veel gevallen geen geld hadden ontvangen. Datzelfde jaar verliet ze Vrij Nederland om hoofdredacteur te worden van het SP-partijblad Tribune. Bij haar aantreden stelde ze het blad journalistieker te willen maken en de artikelen te willen toetsen op criteria als hoor en wederhoor en feitelijke waarheid. Toen ze in 2007 wilde berichten over een felle discussie in de partij over de met voorkeursstemmen gekozen senator Düzgün Yildirim, die het verzoek van de partijleiding om zijn zetel op te geven weigerde, werd ze door partijsecretaris Hans van Heijningen op non-actief gesteld. Ze verliet kort daarna de partij. 
Verhey werkte vanaf 2007 achtereenvolgens als redacteur voor De Wereld Draait Door, Zembla, de Evangelische Omroep en het Nieuw Israëlietisch Weekblad. Vanaf december 2014 schreef ze artikelen voor ThePostOnline.

## Privéleven
Verhey woonde samen met David Barnouw, die onderzoeker en voorlichter was van het Nederlands Instituut voor Oorlogsdocumentatie (NIOD). Ze overleed begin 2019 op 67-jarige leeftijd na een kortstondige ziekte.